# Манастир Ваведења Пресвете Богородице у Сремским Карловцима
Манастир Ваведења Пресвете Богородице је мушки манастир припада Епархији сремској Српске православне цркве који се налази у Сремским Карловцима. Представља непокретно културно добро као споменик културе од изузетног значаја, један је од најзначајнијих и највреднијих грађевина у старом језгру Сремских Карловаца, као Просторне културно-историјске целине изузетног значаја за Србију.

Старешина манастира је архимандрит др Клеопа (Стефановић), са братством на селу од 2016. године.
Горња црква је посвећена Ваведењу Пресвете Богородице, била је метох је манастира Хиландар, а од 14. јануара 2016. године црква је проглашена за манастир Ваведења Пресвете Богородице епархије Сремске, одлуком епископа Василија.

## Историја манастира
На месту данашње цркве некада је стајала старија црква, највероватније из 16. века. Према запису на плочи на западном зиду звоника Горње цркве, црква је обновљена 1746. године, за време српског патријарха Арсенија IV. Најстарији део цркве има елементе моравске стилске групе, док су каснијим обновама придодати барокни елементи, па она данас има изглед као и већина православних храмова Војводине, подигнутих током хабзбуршког раздобља. Данашњи изглед црква је добила 1903. године.

## Изглед манастира
Ова грађевина је мањих мера, са седмостраном апсидом уз коју је нижа крипта, плитким бочним апсидама четвороугаоне основе и звоником са барокним покривачем од бакра и лима. Централно кубе на квадратном постољу почива на пандантифима које носе четири четвороугаона ступца са засеченим ивицама.
Садашњи иконостас карловачке Горње цркве настао је у периоду од 1765-1769. године. Сликао га је Димитрије Бачевић. На иконостасу је 58 икона.

## Значај манастира
Горња црква је, поред своје верске и архитектонске вредности, значајна и по томе што су у цркви и њеној порти сахрањени бројна угледна лица, као и у крипти испод олтара српски патријарси Георгије Бранковић и Лукијан Богдановић.